# جنگل ملی مدیسین بو-راوت
جنگل ملی مدیسین بو-راوت (به انگلیسی: Medicine Bow - Routt National Forest) یک جنگل ملی در آمریکا است.
مساحت این جنگل نزدیک به ۱۱۲۰۹ کیلومتر مربع (تقریباً اندازه استان قم) است و در ایالت کلرادو و وایومینگ گسترده است.